# Arent van der Mijle
Arent Corneliszoon van der Mijle (ook wel Aart van der Myle), (Dordrecht, 1501 - Delft, 1580) was diverse malen burgemeester van Dordrecht. Tussen 1541 en 1572 werd hij twintigmaal herkozen.

## Biografie
Hij was een zoon van Cornelis Heermanszoon van der Myle, die in 1522 burgemeester van Dordrecht was. Na in Frankrijk, Duitsland en Italië zijn studie in de rechten voltooid te hebben, bekleedde Aart van der Mijle in Dordrecht verschillende malen het ambt van burgemeester. Hij verdedigde het Dordtse stapelrecht tegen aanspraken van de kant van Brielle, Gouda en Rotterdam. 
Hoewel hij  rooms-katholiek en koningsgezind was, verzette hij zich zoveel mogelijk tegen de strenge uitvoering van de bloedplakkaten. In 1566 voorkwam hij de hagenpreken in de omgeving van de stad en wist hij de kerken te beschermen tegen de beeldenstorm van dat jaar. Koning Filips II van Spanje verhief hem in de adelstand als beloning voor zijn loyaliteit. In 1572 stond het stadsbestuur nog achter Filips II, maar toen zijn leger werd verslagen bij Den Briel weigerde men de troepen, die uitgeweken waren naar Dordrecht, in de stad op te nemen. Van der Mijle vreesde met de bevolking dat de soldaten zouden gaan plunderen en moorden. Toen de aanvoerder van de troepen Maximiliaan van Hénin-Liétard de burgemeester beschuldigde van verraad, beloofde Van der Mijle trouw aan de koning en de stad te blijven beschermen, zónder de hulp van soldaten. De troepen dropen af naar Rotterdam, waar ze inderdaad aan het plunderen sloegen. Na de inname van Dordrecht door de watergeuzen op 25 juni 1572 koos de stad de kant van Willem van Oranje. Van der Mijle verhuisde toen naar Delft, waar hij tot aan zijn dood woonde. Hij werd begraven in de Grote Kerk in Dordrecht.
Arent van der Mijle was getrouwd met Cornelia van Alblas, een dochter van Jan van Alblas, heer van Dubbeldam. In Dordrecht woonde hij in het huis De Boom in de Wijnstraat.